# Guadalupe (Huila)
Guadalupe è un comune della Colombia facente parte del dipartimento di Huila.
Il centro abitato venne fondato da Francisca Salazar Valdez nel 1715, mentre l'istituzione del comune è del 1905.